# District de Dantu
Le district de Dantu (丹徒区 ; pinyin : Dāntú Qū) est une subdivision administrative de la province du Jiangsu en Chine. Il est placé sous la juridiction de la ville-préfecture de Zhenjiang.